# Haniyamballi, Nanjangud
Haniyamballi là một làng thuộc tehsil Nanjangud, huyện Mysore, bang Karnataka, Ấn Độ.